# Isabella (film)
Pour les articles homonymes, voir Isabella.
Pour plus de détails, voir Fiche technique et Distribution.
Isabella (伊莎貝拉, Yi sa bui lai) est un film hongkongais réalisé par Pang Ho-cheung, sorti en 2006.

## Synopsis
Un policier de Macao découvre qu'il a une fille.

## Fiche technique
- Titre : Isabella
- Titre original : 伊莎貝拉 (Yi sa bui lai)
- Réalisation : Pang Ho-cheung
- Scénario : Pang Ho-cheung,  Kearen Pang, Derek Tsang et Chi-Man Wan
- Musique : Peter Kam
- Photographie : Charlie Lam
- Montage : Wenders Li
- Production : Pang Ho-cheung et Chapman To
- Société de production : China Film Group Corporation, China Film Media Asia Audio Video Distribution Co., Media Asia Group et Not Brothers
- Pays :  Hong Kong
- Genre : Drame
- Durée : 91 minutes
- Dates de sortie : 
  -  Hong Kong : 6 avril 2006

## Distribution
- Chapman To : Ma Chen-shing
- Isabella Leong : Cheung Bik-yan
- Derek Tsang : Fai
- Anthony Wong Chau-sang : le patron de Chen-shing

## Distinctions
Le film a été présenté en sélection officielle en compétition lors de Berlinale 2006.